# Denyse Tontz
Denyse Tontz (n. 17 de septiembre de 1994) es una actriz, cantante y bailarina estadounidense de origen salvadoreño. Tontz es principalmente conocida por su personaje como Jennifer 1 en la serie de televisión de Nickelodeon Big Time Rush. Posteriormente ha aparecido como personaje recurrente en la serie de Disney Channel Dog With a Blog como Nikki Ortiz. Tiene un rol protagónico como Miranda Montgomery en la reencarnación de la telenovela All My Children.

## Vida personal
Tontz tiene una hermana menor, Nicole, y un hermano menor, Tommy. Su Madre es de origen Salvadoreño.

## Carrera

### 2006–11: Comienzos yBig Time Rush
Antes de comenzar su carrera como actriz y cantante, Tontz era modelo para las tiendas/líneas de ropa como Mattel, Target, Tommy Hilfiger, Náutica, Guess, Yes, JC Penny, Mervyn's.
Tontz hizo su primera aparición en televisión, apareciendo en la serie de televisión E-Ring como Princesa Gabriella. En 2008, Tontz apareció como Meagan Todd en la película Una Joya De Perro, junto con Luke Benward y French Stewart. Tontz apareció en Big Time Rush en el episodio del 28 de noviembre de 2009 "Big Time Audition" como Jennifer 1, una de las tres Jennifers ensimismadas con el mismo nombre que viven y van a la escuela, en Palm Woods que cantan, bailan y actúan. Kendall, James, Logan y Carlos se enamoran de ellas, pero las chicas no van a salir con ellos hasta que sean famosos.

### 2012–presente:Dog with a Blog,All My Childreny Música
El 18 de noviembre de 2012 Tontz apareció en la serie de Disney Channel Dog With a Blog como Nikki Ortiz, que es amiga de Avery, y antigua enamorada de Tyler. Tiene una perrita llamada Evita, que Stan desprecia, porque ladra demasiado. Nikki se mudó de El Salvador y es dulce y talentosa, pero también en principio bastante ingenua. Después se anunció que el personaje de Denyse sería ascendido a recurrente.
Tontz ha lanzado dos de sus primeras canciones "Better Off Without You" y "Child's Play", que escribió cuando tenía 13 años. Tontz lanzó su primer sencillo "Better Than Nothing" con Thomas Hrvatin, la canción también apareció el 24 de marzo de 2013 en el episodio de The Mentalist. Tontz ha hecho covers de artistas de canciones como "La Tortura" de Shakira y "The One You Say Goodnight To" de Kina Grannis. Tontz hizo una aparición en "Celebrity Jabber", donde cantó una versión a cappella de "Better Than Nothing", y también reveló que grabó el video musical de "Better Than Nothing" con un iPhone.
Tontz reveló el 6 de agosto de 2012, que Nickelodeon renovó Big Time Rush para unos 13 episodios de la cuarta temporada. Se confirmó más tarde. El 25 de febrero de 2013 se reveló que Denyse Tontz interpretará a Miranda Montgomery en el drama diurno All My Children, mientras Lane interpretará un nuevo personaje. La primera aparición de Tontz como Miranda Montgomery fue el 29 de abril de 2013 en el episodio estreno de All My Children.

## Filmografía
| Año  | Título                 | Personaje   | Notas              |
| ---- | ---------------------- | ----------- | ------------------ |
| 2007 | The Last Day of Summer | Alice Keefe | Debut en películas |
| 2008 | Una Joya De Perro      | Meagan Todd |                    |

| Año       | Título                       | Personaje          | Notas                                                     |
| --------- | ---------------------------- | ------------------ | --------------------------------------------------------- |
| 2006      | E-Ring                       | Princesa Gabrielle | Debut en televisión                                       |
| 2009      | The Perfect Sleep            | Joven Porphyria    |                                                           |
| 2009–13   | Big Time Rush                | Jennifer 1         | Elenco recurrente, serie de TV Nickelodeon (21 episodios) |
| 2011      | The Nine Lives of Chloe King | Vanessa            | "Responsible" (Temporada 1, episodio 9)                   |
| 2011      | I Hate My Teenage Daughter   | Chica Presumida    | Episodio: "Pilot"                                         |
| 2012      | Shake It Up!                 | Gloria             | "Weird It Up!" (Temporada 2, episodio 18)                 |
| 2012–13   | Pair of Kings                | Chica Tarántula    | 2 episodios                                               |
| 2012–2015 | Dog with a Blog              | Nikki Ortiz        | Rol recurrente; Disney Channel Original Series            |
| 2013      | All My Children              | Miranda Montgomery | Rol principal                                             |
| 2016—2017 | The Fosters                  | Cortney Strathmore | Papel recurrente, serie de TV Freeform                    |

## Discografía
- "Better Than Nothing" (feat. Thomas Hrvatin)
- "Rain on my Parade"
- "Don't Take it Personally"
- "Stranger"
- "Satellite"
- "Parachute"
- "Use it"
- "Mr. Hipster"

### Vídeos musicales
| Título                | Año  | Director    |
| --------------------- | ---- | ----------- |
| "Better Than Nothing" | 2013 | Desconocido |
| "Mr. Hipster"         | 2014 | Desconocido |